# Marguerite Friedlaender-Wildenhain
Pour les articles homonymes, voir Friedlaender.
Marguerite Friedlaender-Wildenhain, née Marguerite Friedländer (Friedlaender en français) le 11 octobre 1896 à Écully près de Lyon et décédée le 24 février 1985  à Guerneville, en Californie est une céramiste aux multipes nationalités : allemande, française, néerlandaise puis américaine. Formée à l'école du Bauhaus, elle a modernisé la porcelaine en Allemagne et développé la tradition européenne de poterie aux États-Unis où elle a fui le nazisme. 

## Biographie
Marguerite Friedlaender est née à 11 octobre 1896 à Écully près de Lyon dans une famille cosmopolite. Son père, Theodor Friedlaender, germano-français, est commerçant de soie et sa mère Rose Calmann est britannique. Son frère était le typographe israélien Henri Friedlaender.

### Formation
Elle reçoit une éducation primaire d'abord en Allemagne, puis dans le Yorkshire en Angleterre. Au début de la Première Guerre mondiale, sa famille déménage en Allemagne où elle termine ses études secondaires. Elle étudie la sculpture sur bois et le dessin à la Kunstgewerbeschule de Berlin.
Elle travaille ensuite comme peintre décoratrice sur porcelaine dans une manufacture de porcelaine de Rudolstadt. C'est là que naît sa passion pour la céramique. 

### Le Bauhaus
Elle entend parler de la nouvelle école de Walter Gropius, le Bauhaus, lors d'un séjour à Weimar et, séduite par sa philosophie, elle s'inscrit. Elle a alors 23 ans, elle a déjà vécu dans plusieurs villes européennes et a une formation et une expérience artistique. Elle est une des premières élèves du Bauhaus.
Après avoir suivi le cours préliminaire avec Paul Klee et Wassily Kandinsky, à partir de 1919, elle entre, en 1922, dans l'atelier de céramique du Bauhaus qui se trouve alors  à Dornburg/Saale. L'atelier est dirigé par un maître de forme, le sculpteur Gerhard Marcks et un maitre d'atelier, le céramiste Max Krehan. En 1925, elle devient la première femme à obtenir la certification de maître potier en Allemagne.

### Halle
En 1925, le Bauhaus est transféré à Dessau, à la suite de changements politiques à Weimar, et se sépare de son atelier de céramique. Avec d'autres anciens du Bauhaus, comme Benita Koch-Otte, Gerhard Marcks ou Trude Guermonprez, Marguerite Friedlaender-Wildenhain rejoint la Staatlich-städtische Kunstgewerbeschule Burg Giebichenstein à Halle/Saale. Elle y prend la direction de l'atelier de céramique. À partir de 1929, elle est également responsable du nouvel atelier de porcelaine,. 
Elle travaille aussi pour la Königliche Porzellan-Manufaktur (KPM, Manufacture nationale de porcelaine de Berlin ), maintenant Staatliche Porzellan-Manufaktur, pour laquelle elle conçoit des prototypes de vaisselle élégante et produite en série, notamment le service à café et à thé «Halle» qui est présenté à la Foire de Leipzig en 1930 et la série de vases «Halle» qui sont toujours produits aujourd'hui par la Manufacture. 
Avec ce service, Marguerite Friedlaender-Wildenhain modernise le design de la porcelaine : à cette époque, la porcelaine blanche au design fonctionnel et moderne est une nouveauté absolue en tant que vaisselle. En l'espace de dix ans (1923–1933), elle conçoit cinq autres décors en plus de la série «Halle», notamment  « Hermes » et «Burg Giebichenstein » considérés comme des incunables. Marguerite Friedlaender-Wildenhain développe un total de 59 formes individuelles pour KPM. 
Elle contribue à faire passer la porcelaine dans la modernité et à donner un nouvel essor à KPM. Réciproquement KMP fait connaître ses créations dans le monde entier,. 
Toujours en 1930, elle épouse Frans Wildenhain, un jeune céramiste rencontré au  Bauhaus. 
Lorsque les nazis arrivent au pouvoir en 1933, Marguerite Friedlaender-Wildenhain qui est d'ascendance juive, doit quitter son poste d'enseignante. Sa fameuse « tasse avion », dont la soucoupe découpée permet d'accueillir le cercle du fond de la tasse, déjà développée, ne sera pas mise en production par le KPM mais ses modèles de couverts « Halle » et « Burg Giebichenstein » sont encore produits jusqu'au début de la guerre sans que son nom ne soit mentionné.

### Les Pays-Bas
Le couple déménage à Putten, aux Pays-Bas, où le couple ouvre un magasin de poterie appelé Het Kruikje (La petite cruche), et où, jusqu'en 1940, ils vivent en faisant de la céramique.
En 1937, le gouvernement néerlandais leur commande un service à thé pour l'usine De Sphinx à Maastricht, « Five O'Clock » obtient une médaille d'argent à l'Exposition Universelle de Paris en 1937, mais n'est finalement pas entré en production. 
Devant l'avancée des nazis, Marguerite Friedlaender-Wildenhain réussit à quitter les Pays-Bas pour émigrer à New York mais son mari, qui est allemand mais pas juif, n'obtient pas de visa et ne peut la suivre. 

### Pond Farm
De New York, Marguerite Friedlaender-Wildenhain part en Californie le 27 mai 1940. Elle occupe un poste d'enseignante pendant deux ans au California College of Arts and Crafts (CCAC) à Oakland. Au début des années 1940, elle s'installe à Pond Farm (en), une communauté d'artiste créée par l'architecte Gordon Herr et son épouse Jane Herr et inspirée du Bauhaus.
Une fois qu'elle a pu obtenir la nationalité américaine, en 1945, elle réussit à financer et soutenir l'émigration de son mari, qui, entre temps, a été mobilisé dans l'armée allemande, puis a déserté.
Marguerite Friedlaender-Wildenhain n'a pendant longtemps eu aucun moyen de communiquer avec lui et lui a écrit des lettres jamais envoyées. Ces lettres ont été publiées depuis dans Marguerite: A Diary to Franz Wildenhain édité par Dean Schwarz en 2004.
Les ateliers de Pond Farm ont fonctionné de 1949 à 1952, avec Gordon Herr, Marguerite Friedlaender-Wildenhain et Franz Wildenhain, et deux autres artistes, l'artiste textile Trude Guermonprez et l'artiste métallurgiste Victor Ries. L'artiste de collage Jean Varda et la sculptrice Claire Falkenstein ont également enseigné à Pond Farm une fois par semaine. 
Dans ces ateliers, les étudiants ont créé des centaines de formes en céramique telles que des pots de fleurs, des bols, des pichets, des tasses et des théières. Lors des ateliers, les étudiants se concentrent sur la maîtrise des procédés. Nombre de ses étudiants sont devenus des céramistes professionnels prospères et attribuent à Marguerite Friedlaender-Wildenhain un rôle déterminant dans leur carrière artistique.
En 1950, le mariage des Wildenhain prend fin et Franz prend un poste de professeur à la School of American Craftsmen (maintenant School for American Crafts) au Rochester Institute of Technology à Rochester.
Les ateliers de Pond Farm prennent fin peu après. 

### Pond Farm Pottery
Marguerite Friedlaender-Wildenhain fonde alors son propre atelier de poterie, la Pond Farm Pottery, dans lequel elle travaille jusqu'à sa mort. Elle organise sa propre école d'été à Pond Farm, acceptant vingt étudiants ou plus chaque année. Elle leur enseigne ce qu'elle appelle «  les exigences essentielles pour un travail de valeur ». Ces exigences essentielles sont « travail, temps, patience, effort, dévouement intense et foi dans la validité de cet objectif ». Elle l'appelle « la discipline de ne pas trahir les exigences de l'art » (The Invisible Core: A Potter's Life and Thoughts de Marguerite Wiedlander). 
En plus de son travail de céramique, Marguerite Friedlaender-Wildenhain est également publiciste, donnant des conférences dans de nombreux congrès, rédigeant des articles dans des magazines et publiant ses mémoires. 
Elle publie trois livres sur la céramique (Pottery: Form and Expression, The Invisible Core: A Potter's Life and Thoughts et That We Look and See: An Admirer Looks at the Indians), donne des conférences dans des écoles à travers les États-Unis et fait des voyages dans le Sud et l'Amérique centrale, l'Europe et le Moyen-Orient. 
Les terrains et les bâtiments de Pond Farm ont été préservés, sont classés  «trésor national» par le National Trust for Historic Preservation . L'atelier et la maison de Marguerite Friedlaender-Wildenhain sont en voie de restauration.
Elle décède à Guerneville le 24 février 1985.

## Œuvres
L'œuvre de Marguerite Friedlaender-Wildenhain reflète toute la gamme de l'idée du Bauhaus et les possibilités de création de céramiques qui en découlent. Cela comprend la production de récipients uniques, de petites séries, de modèles pour l'industrie jusqu'aux assiettes et sculptures figuratives, dans lesquelles se trouvent les influences de la céramique indienne. 
Sur la base de ces formes céramiques de la poterie du Bauhaus, elle développe une tradition européenne de poterie aux États-Unis. L'utilisation de formes élémentaires et de composition équilibrée caractérise les céramiques de son atelier ainsi que le fait qu'elles soient conçues pour être fabriquées en série. 
Parmi les œuvres de Marguerite Friedlaender-Wildenhain les plus célèbres, on trouve : 
- Série de vases  « Hall»  (à nouveau en production depuis 2000)
- Service à café, moka, et thé « Hallesche Form »  (toujours partiellement en production)
- Service de repas « Burg Giebichenstein »
- Vaisselle d'hôtel « Hermes »  (Pour l'aéroport Halle-Leipzig)
- Tasse-avion « Ringmoccatasse » , 1933, (Réédition en 2000, en quantité limitée par la Manufacture de porcelaine de Meissen)

## Expositions (sélection)
- 2009 : Den eigenen Vorstellungen Gestalt geben. Marguerite Friedlaender-Wildenhain und das Bauhaus – Keramik und Porzellan , Museum für Angewandte Kunst, Gera[12]..
- 2013 : Avantgarde für den Alltag, ( Marguerite Wildenhain, Margarete Heymann-Marks et Eva Stricker-Zeisel), Bröhan Museum, Berlin[13].
- 2019 : Reine Formsache – Vom Bauhaus-Impuls zum Designlabor an der Burg Giebichensteinvom , Porzellanikon , Staatliches Museum für Porzellan, Hohenberg[14].